# Pio Zamuner
Pio Roberto Zamuner (* 1935 in Chiarano; † 20. Januar 2012 in São Paulo) war ein italienisch-brasilianischer Filmregisseur und Kameramann.
Zamuner kam 1951 nach Brasilien, wohin seine Familie vor der Nachkriegsarmut in der Heimat geflüchtet war. Zehn Jahre lang übte er verschiedene Berufe aus; so war er Gärtner und betrieb eine Eisdiele. 1962 kam er zur Filmwirtschaft. Zamuner inszenierte von 1970 an dreizehn Filme in seiner Wahlheimat, viele davon mit dem Komödianten Amácio Mazzaropi. Als Kameramann fotografierte Zamuner zwischen 1968 und 1987 über 40 Filme anderer. Gelegentlich spielte er auch Rollen in seinen Filmen; für fünf davon steuerte er das Drehbuch bei.
Mit dem Film Um Caipira em Bariloche feierten Zamuner und Mazzaropi auch international einen Erfolg. Allein in Brasilien sahen ihn über zwei Millionen Kinobesucher.

## Filmografie (Auswahl)
- 1970: Betão Ronca Ferro
- 1984: A Doutora á Boa Paca